# (100355) 1995 TO6
(100355) 1995 TO6 es un asteroide perteneciente al cinturón de asteroides, descubierto el 15 de octubre de 1995 por el equipo del Spacewatch desde el Observatorio Nacional de Kitt Peak, Arizona, Estados Unidos.

## Designación y nombre
Designado provisionalmente como 1995 TO6 .

## Características orbitales
1995 TO6 está situado a una distancia media del Sol de 2,269 ua, pudiendo alejarse hasta 2,627 ua y acercarse hasta 1,912 ua. Su excentricidad es 0,157 y la inclinación orbital 3,041 grados. Emplea 1249 días en completar una órbita alrededor del Sol.

## Características físicas
La magnitud absoluta de 1995 TO6 es 16,5. Tiene 2,404 km de diámetro y su albedo se estima en 0,084.